# 레파비용수부아

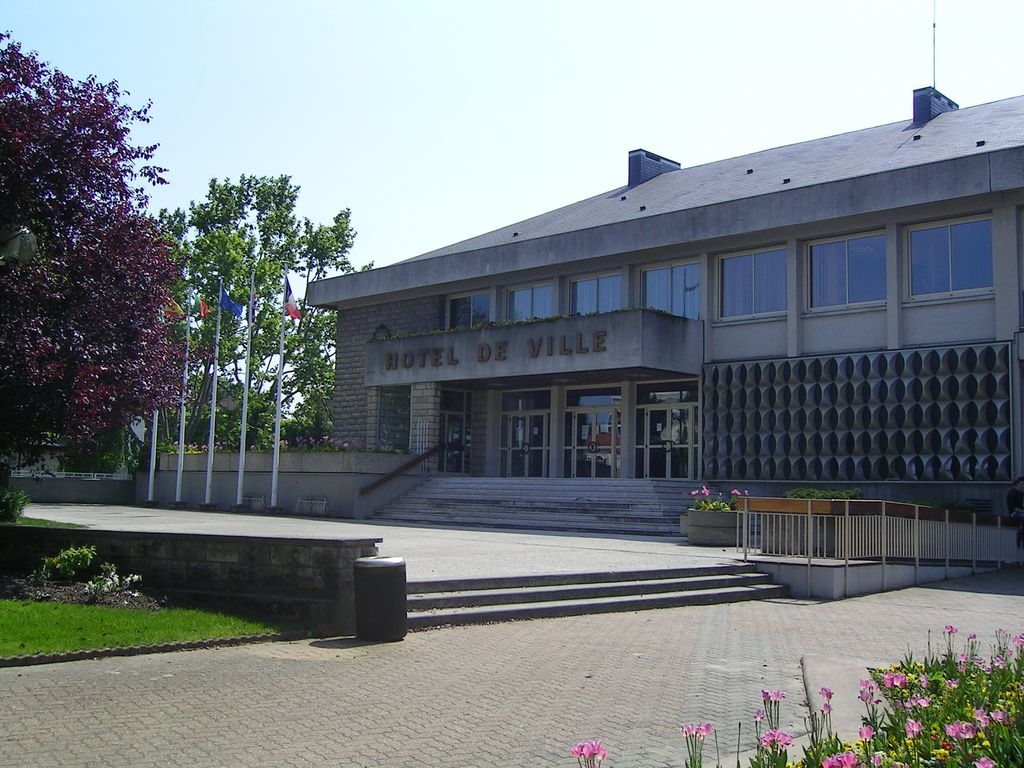
레파비용수부아

레파비용수부아(프랑스어: Les Pavillons-sous-Bois)는 프랑스 일드프랑스 센생드니주에 위치한 도시로 면적은 2.92km2, 인구는 20,644명(2006년 기준), 인구 밀도는 7,100명/km2이다. 파리에서 12.8km 정도 떨어진 곳에 위치한다.

시 문장

## 인구
| 연도 | 인구   | ±% p.a. |
| ---- | ------ | ------- |
| 1906 | 3,644  | —       |
| 1911 | 5,389  | +8.14%  |
| 1921 | 7,850  | +3.83%  |
| 1926 | 10,920 | +6.82%  |
| 1931 | 14,334 | +5.59%  |
| 1936 | 15,175 | +1.15%  |
| 1946 | 15,093 | −0.05%  |
| 1954 | 16,862 | +1.40%  |
| 1962 | 19,022 | +1.52%  |

| 연도 | 인구   | ±% p.a. |
| ---- | ------ | ------- |
| 1968 | 19,084 | +0.05%  |
| 1975 | 18,638 | −0.34%  |
| 1982 | 17,185 | −1.15%  |
| 1990 | 17,375 | +0.14%  |
| 1999 | 18,420 | +0.65%  |
| 2007 | 20,424 | +1.30%  |
| 2012 | 22,331 | +1.80%  |
| 2017 | 23,962 | +1.42%  |

|  | 기술적 문제로 인해 그래프를 일시적으로 사용할 수 없습니다. 파브리케이터와 미디어위키 위키에 더 자세한 정보가 있습니다. |

## 같이 보기
- 센생드니주의 코뮌 목록